# 2 januari
2 januari is de 2de dag van het jaar in de Gregoriaanse kalender. Hierna volgen nog 363 dagen (364 dagen in een schrikkeljaar) tot het einde van het jaar.

## Gebeurtenissen
- Algemeen
  - 1976 - Een zware storm trekt over Europa en veroorzaakt veel schade. In Nederland en België vallen elk twee doden.
  - 1981 - De Britse politie arresteert de Yorkshire Ripper.[1]
  - 1983 - Somalische guerrillastrijders bevrijden bij een aanval op de gevangenis in de Keniase stad Mandera in totaal 724 gevangenen. Enkele soldaten worden hierbij gedood.
  - 2006 - In het Beierse Bad Reichenhall stort het dak van een kunstijsbaan in door hevige sneeuwval. Vijftien mensen komen om het leven en ongeveer 35 raken gewond.
  - 2016 - Saudi-Arabië heeft 47 mensen geëxecuteerd die waren veroordeeld wegens terrorisme. Onder hen was de prominente sjiitische geestelijke Nimr Baqr al-Nimr.
  - 2019 - Bij een treinongeluk in Denemarken komen acht mensen om het leven en raken zestien gewond.
  - 2024 - Bij een botsing op het vliegveld Haneda (Japan) tussen een passagiersvliegtuig van Japan Airlines en een toestel van de Japanse kustwacht vatten beide vliegtuigen vlam. Alle inzittenden van het passagiersvliegtuig weten te ontkomen, van de zes inzittenden van het andere vliegtuig overlijden er vijf.[2]
- Criminaliteit en veiligheid
  - 1935 - Bruno Hauptmann, die ervan verdacht wordt de tweejarige zoon van luchtvaartpionier Charles Lindbergh te hebben gekidnapt en vermoord, staat terecht. Later wordt hij schuldig bevonden en geëxecuteerd.[1]
  - 2010 - In de Belgische gemeente Halen worden de vermoorde lichamen van Shana Appeltans en Kevin Paulus teruggevonden. Het koppel werd om het leven gebracht door seriemoordenaar Ronald Janssen, die later ook de moord op de Belgische Annick Van Uytsel bekent.
  - 2024 - Lee Jae-myung, leider van de oppositie in Zuid-Korea, wordt gewond opgenomen in een ziekenhuis na een steekpartij in Busan.[3]
- Economie
  - 2007 - De AEX komt voor het eerst sinds mei 2002 boven de 500-puntengrens uit.[1]
  - 2008 - Voor het eerst wordt 100 Amerikaanse dollar voor een vat olie geboden.[1]
- Kunst en cultuur
  - 1976 - Dennis Wilson, drummer van The Beach Boys wordt gearresteerd in Los Angeles op verdenking van wapenbezit.
  - 1985 - De musical Annie wordt voor de 2377e en laatste keer opgevoerd op Broadway.[1]
- Media
  - 1965 - Eerste uitzending van de Veronica Top 40.[1]
  - 1967 - Voor het eerst wordt reclame uitgezonden op de Nederlandse televisie.[1]
  - 1988 - Het Nederlandse televisieprogramma De Eerste de Beste met Walter Tiemessen en Tom Blom zendt de eerste rechtstreekse domino-uitzending uit.
  - 1994 - Eerste uitzending van Toen was geluk heel gewoon door de KRO.
  - 2009 - Laatste uitzending van Radio Donna.[4]
- Oorlog
  - 366 - De Alemannen steken opnieuw in groten getale de Rijn over en vallen Gallië binnen.[1]
  - 1492 - Het Spaanse leger verovert Granada op de Moren.[1]
  - 1905 - Russische troepen in Port Arthur capituleren voor de Japanse eenheden. De overgave vindt plaats zonder instemming van het Russische oppercommando.
  - 1942 - Manilla, de hoofdstad van de Filipijnen, wordt door Japan bezet.[1]
  - 1945 - De Duitse stad Neurenberg wordt gebombardeerd door de Geallieerden. Negentig procent van de oude stadskern wordt verwoest.
  - 1984 - Iran brengt vijf Irakese schepen voor Bandar Khomeini tot zinken.
  - 2024 - Bij een explosie in een woonwijk van de Libanese hoofdstad Beiroet vallen zeker 4 doden onder wie Hamas-leider Saleh al-Arouri. Volgens Hamas vinden ook twee andere leiders de dood. Israël eist niet de verantwoordelijkheid voor de explosie op.[5]
- Politiek
  - 1788 - Georgia ondertekent als vierde staat de grondwet van de Verenigde Staten.[6]
  - 1957 - De AOW (Algemene Ouderdomswet) gaat in Nederland in.
  - 1960 - Senator John F. Kennedy kondigt aan dat hij zich voor de Democratische Partij kandidaat zal stellen voor het presidentschap.[1]
  - 1972 - President Joseph-Désiré Mobutu van Zaïre begint met zijn Afrikaniseringspolitiek: alle buitenlands klinkende geografische namen en persoonsnamen moeten in inheems klinkende woorden worden gewijzigd.
  - 1974 - Het minimumloon in Nederland is vastgesteld als volgt: 1049,10 gulden per maand; 242,10 gulden per week en 48,42 gulden per dag.[1]
  - 1992 - Frankrijk stuurt enkele honderden militairen extra naar Tsjaad in verband met de oplaaiende strijd in het Afrikaanse land.
  - 1999 - Juan José Ibarretxe wordt beëdigd tot Baskisch minister-president.
  - 2014 - De vroegere chef van de Rwandese militaire inlichtingendienst, Patrick Karegeya, wordt dood aangetroffen in een hotelkamer in Johannesburg. Hij blijkt te zijn vermoord en vluchtte in 2007 naar Zuid-Afrika omdat hij in eigen land werd beschuldigd van het beramen van een staatsgreep.
- Sport
  - 1891 - Pim Mulier schaatst langs de elf Friese steden in een recordtijd van 13 uur.[1]
  - 1909 - President S. Hylkema van de Friese IJsbond zet het licht op groen voor de start van de eerste Elfstedentocht. Van de 48 deelnemers halen er slechts negen de finish van de 200 km lange tocht op dooi-ijs. Winnaar wordt de 24-jarige theologiestudent Minne Hoekstra uit Warga (13 uur en 50 minuten).
  - 1971 - Wanneer in Glasgow tijdens een voetbalwedstrijd een tribune instort, komen 66 toeschouwers om het leven. Zie Ibrox-ramp.
  - 2016 - De proloog van de Dakar Rally wordt stilgelegd nadat de auto van de Chinese coureur Guo Meiling op het publiek is ingereden. Daarbij raken zeker tien toeschouwers gewond.
  - 2017 - Darter Michael van Gerwen is voor de tweede keer in zijn leven wereldkampioen. Hij verslaat in de finale de Schotse titelverdediger Gary Anderson met 7-3.
- Wetenschap en technologie
  - 1839 - Louis Daguerre neemt de eerste foto van de maan.[1]
  - 1959 - De Russen lanceren het 360 kilo wegende ruimteschip Loena 1, het eerste door mensenhanden gemaakte voorwerp, dat na de maan gepasseerd te zijn, een kunstplaneetje wordt van de zon. Dit wordt mogelijk doordat het ruimteschip een grotere snelheid krijgt dan 11,2 kilometer per seconde, de snelheid die nodig is om aan de aantrekkingskracht van de Aarde te ontsnappen (de zg. ontsnappingssnelheid).
  - 2004 - Ruimtevaartuig Stardust vliegt langs komeet 81P/Wild en neemt monsters uit de stofwolk (coma) rond de komeet.[7]
  - 2013 - Astronomen van de Europese Zuidelijke Sterrenwacht nemen voor het eerst de geboorte van een planeet waar, op 450 lichtjaren van de Aarde.

## Geboren

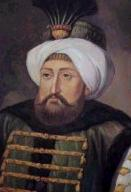
Mehmet IV
geboren in 1642

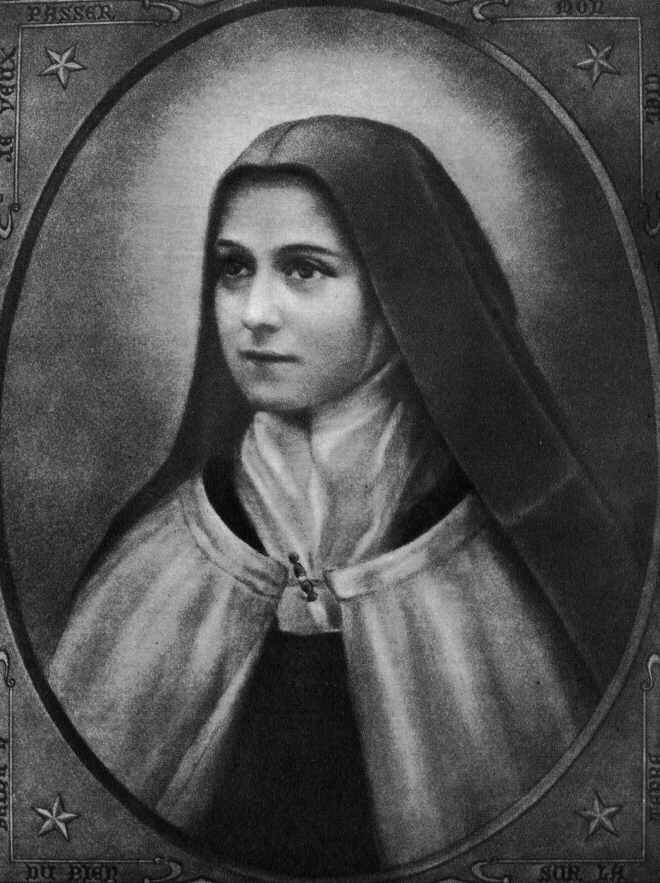
Theresia van Lisieux
geboren in 1873

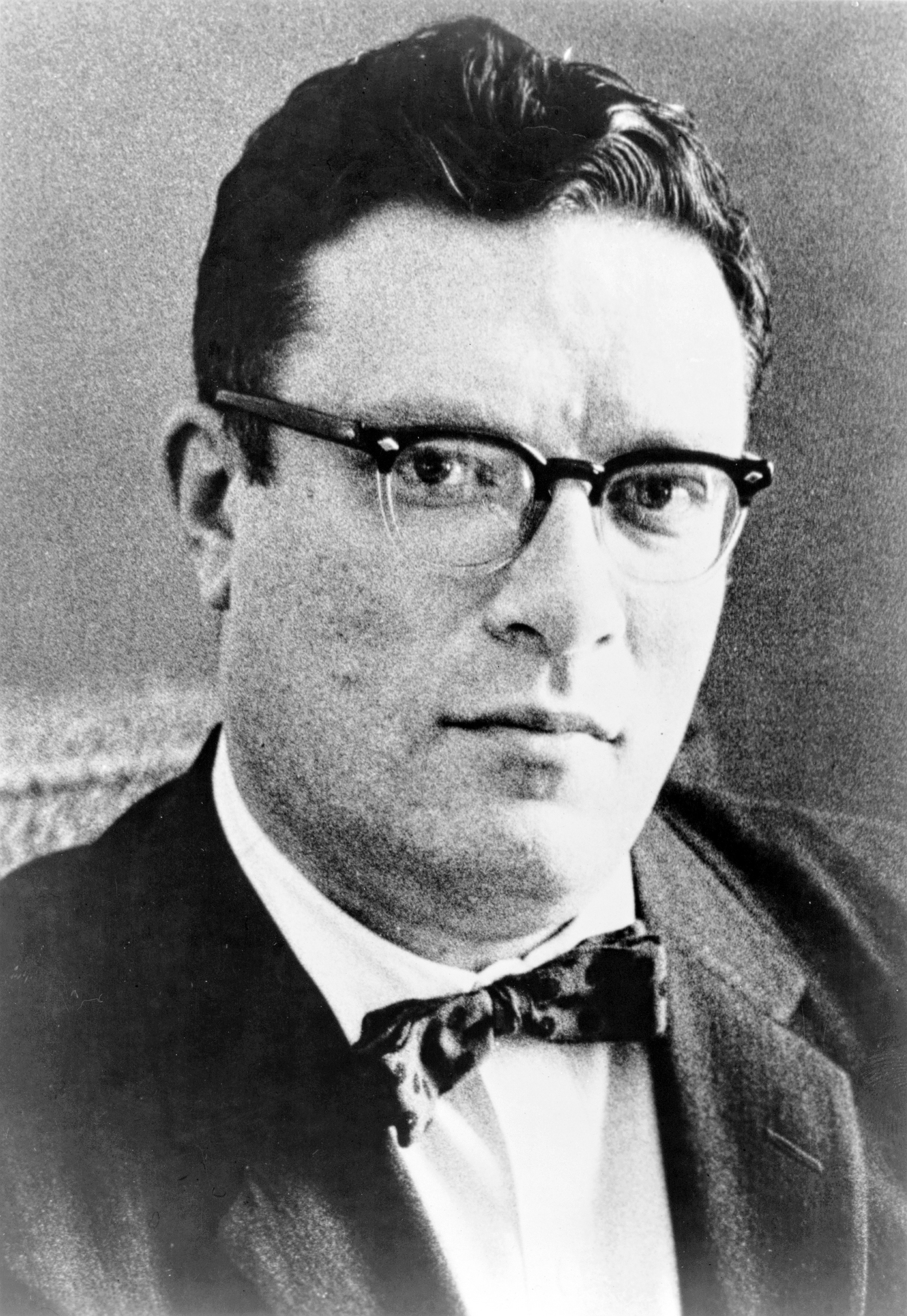
Isaac Asimov
geboren in 1920

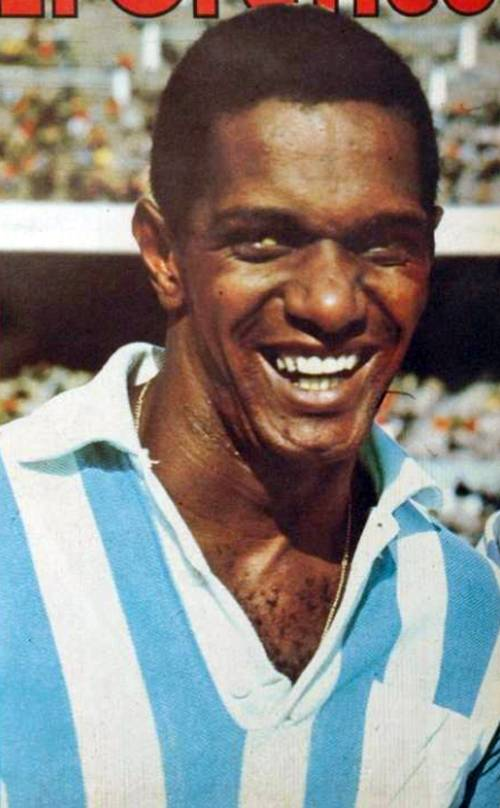
Wálter Machado da Silva
geboren in 1940

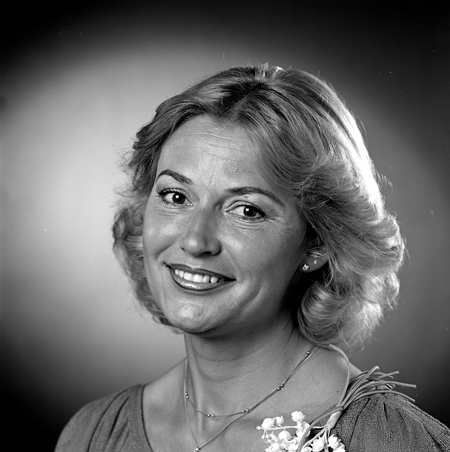
Willy Dobbe
geboren in 1944

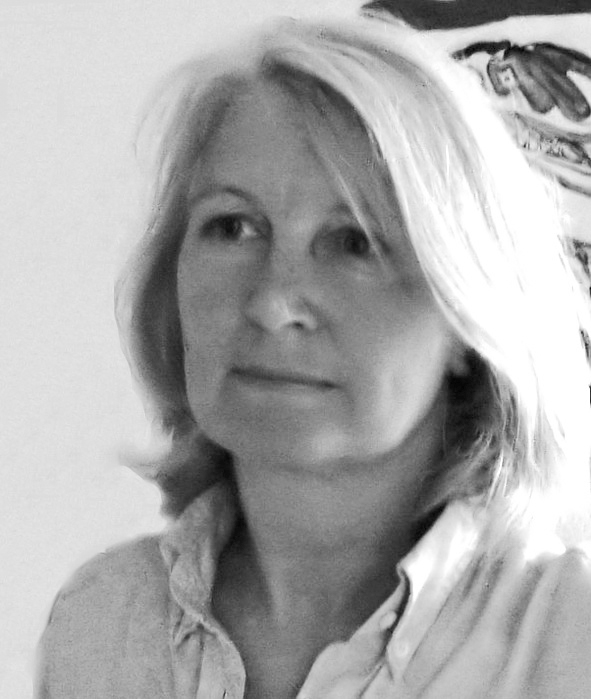
Pauline van de Ven
geboren in 1956

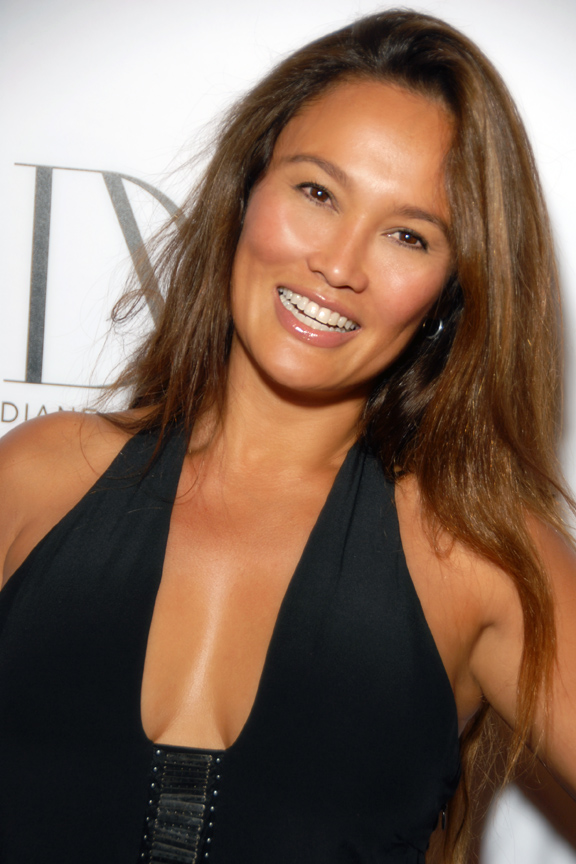
Tia Carrere
geboren in 1967

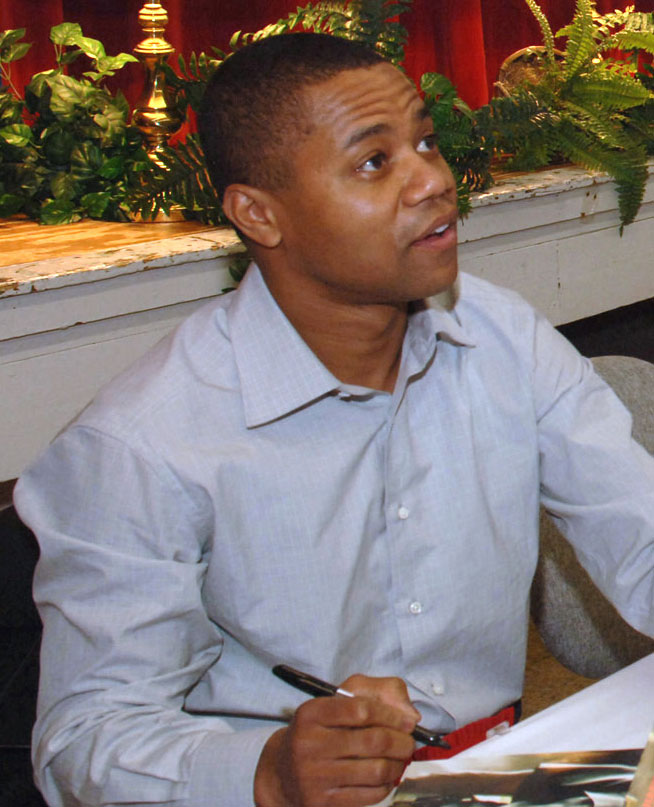
Cuba Gooding Jr.
geboren in 1968

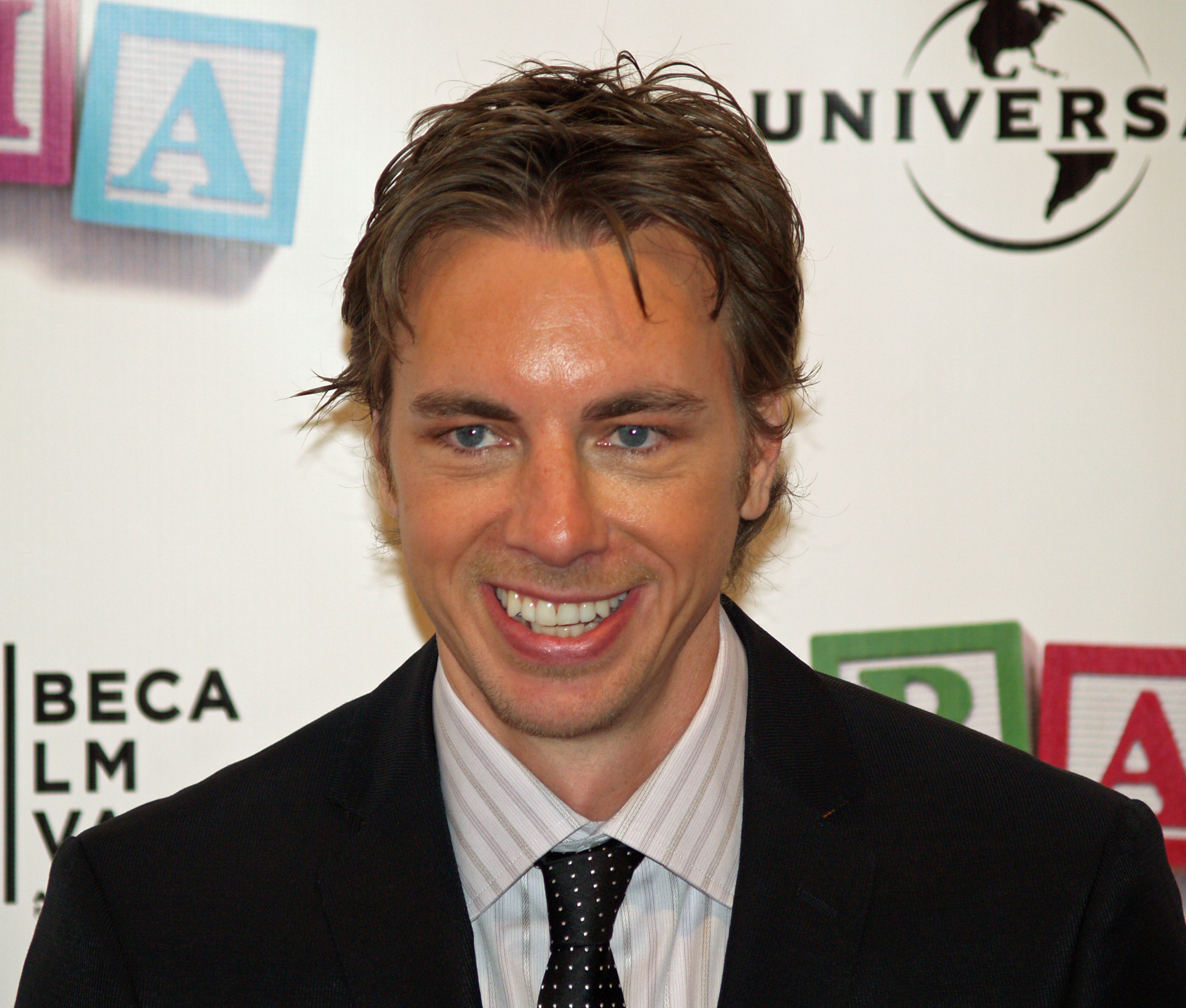
Dax Shepard
geboren in 1975

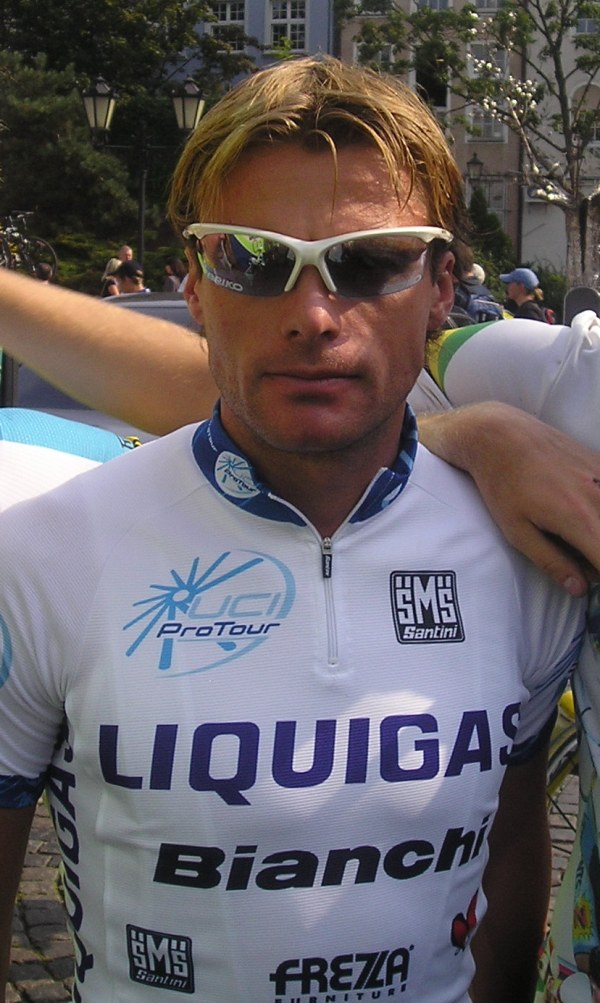
Danilo Di Luca
geboren in 1976

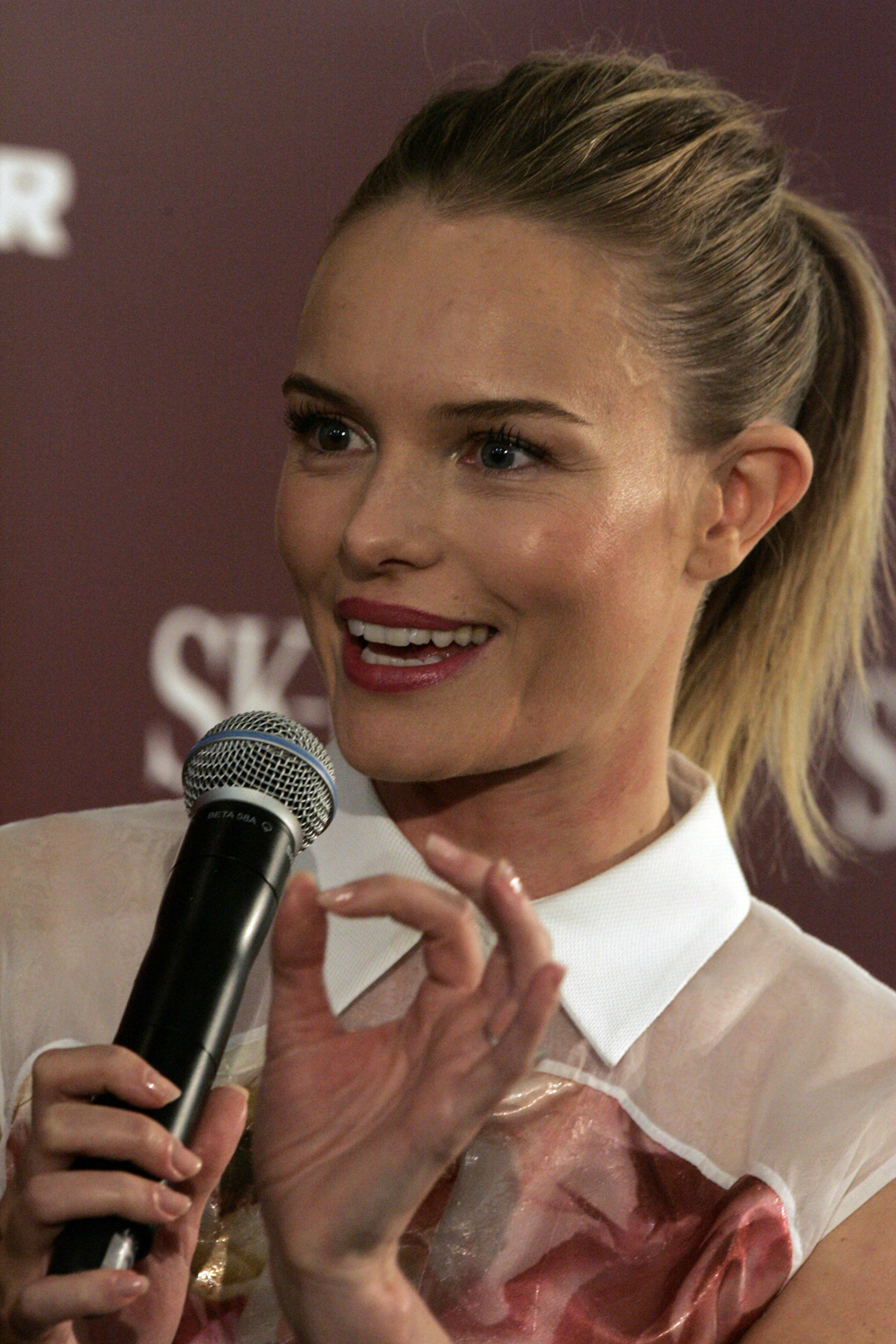
Kate Bosworth
geboren in 1983

- 869 - Yōzei, keizer van Japan (overleden 949)
- 876 - Toda Aznar, koningin van Navarra (overleden 958)
- 1642 - Mehmet IV, sultan van het Ottomaanse Rijk (overleden 1693)
- 1635 - Wilhelmus à Brakel, Nederlands predikant (overleden 1711)
- 1699 - Osman III, sultan van het Ottomaanse Rijk (overleden 1757)
- 1732 - František Xaver Brixi, Boheems componist en kapelmeester (overleden 1771)
- 1784 - Ernst I, hertog van Saksen-Coburg en Gotha (overleden 1844)
- 1794 - Joseph Lebeau, Belgisch politicus (overleden 1866)
- 1822 - Rudolf Clausius, Pruisisch natuurkundige (overleden 1888)
- 1837 - Mili Balakirev, Russisch componist (overleden 1910)
- 1840 - Felix Delastelle, Frans cryptograaf (overleden 1902)
- 1851 - Isidoor Teirlinck, Belgisch auteur (overleden 1934)
- 1859 - Jacob Rotgans, Nederlands hoogleraar en chirurg (overleden 1948)
- 1868 - Arthur Gore, Brits tennisser (overleden 1928)
- 1870 - Ernst Barlach, Duits beeldhouwer (overleden 1938)
- 1871 - Paul Sédir, Frans schrijver en mysticus (overleden 1926)
- 1871 - Takahashi Shotei, Japans prentkunstenaar (overleden 1945)
- 1873 - Theresia van Lisieux, Frans non (overleden 1897)
- 1873 - Anton Pannekoek, Nederlands links-activist en astronoom (overleden 1960)
- 1875 - Virginia Fair Vanderbilt, Amerikaans filantrope (overleden 1935)
- 1877 - Slava Raškaj, Kroatisch schilderes (overleden 1906)
- 1879 - Rudolf Bauer, Hongaars atleet (overleden 1932)
- 1879 - Pieter Tesch, Nederlands geoloog (overleden 1961)
- 1885 - Anna Hübler, Duits kunstschaatsster (overleden 1976)
- 1885 - Eddy de Neve, Nederlands voetballer (overleden 1943)
- 1885 - Johan Ringers, Nederlands politicus (overleden 1965)
- 1886 - Florence Lawrence, Canadees actrice (overleden 1938)
- 1888 - Jacques van der Meij, Nederlands kunstenaar (overleden 1969)
- 1889 - Tito Schipa, Italiaans zanger (lyrisch tenor) (overleden 1965)
- 1893 - Herbert Maier, Amerikaans architect (overleden 1969)
- 1893 - Ernst Marischka, Oostenrijks filmregisseur en auteur (overleden 1963)
- 1893 - Félix Sellier, Belgisch wielrenner (overleden 1965)
- 1895 - Folke Bernadotte, Zweeds diplomaat (overleden 1948)
- 1896 - Piet Ikelaar, Nederlands wielrenner (overleden 1992)
- 1896 - Dziga Vertov, Russisch regisseur (overleden 1954)
- 1899 - Hermann von Oppeln-Bronikowski, Duits ruiter en militair (overleden 1966)
- 1900 - William Haines, Amerikaans acteur (overleden 1973)
- 1900 - Józef Klotz, Pools voetballer (overleden 1941)
- 1901 - Pleun van Leenen, Nederlands langeafstandsloper (overleden 1982)
- 1903 - Anton van Duinkerken, Nederlands schrijver (overleden 1968)
- 1903 - Kane Tanaka, Japans supereeuwelinge; oudste levende persoon ter wereld (overleden 2022)
- 1904 - Truus Klapwijk, Nederlands zwemster en schoonspringster (overleden 1991)
- 1905 - Michael Tippett, Brits componist (overleden 1998)
- 1905 - Sophie Vlaanderen, Nederlands fotografe (overleden 1995)
- 1909 - Riccardo Cassin, Italiaans bergbeklimmer (overleden 2009)
- 1909 - Barry Goldwater, Amerikaans politicus (overleden 1998)
- 1912 - André Amellér, Frans componist, muziekpedagoog, dirigent en contrabassist (overleden 1990)
- 1913 - Anna Lee, Engels actrice (overleden 2004)
- 1914 - Pirkle Jones, Amerikaans fotograaf (overleden 2009)
- 1915 - Luc Philips, Belgisch acteur en regisseur (overleden 2002)
- 1920 - Isaac Asimov, Amerikaans biochemicus en schrijver van sciencefiction (overleden 1992)
- 1920 - Armand Pien, Belgisch weerman en pionier van de Vlaamse televisie (overleden 2003)
- 1920 - Fernand Wyss, Belgisch oorlogsmisdadiger (overleden 1947)
- 1922 - Nico Schuyt, Nederlands componist (overleden 1992)
- 1923 - Maria Meersman, Belgisch bestuurster (overleden 2002)
- 1924 - Andreas Rett, Oostenrijks medicus (overleden 1997)
- 1925 - Irina Archipova, Russisch operazangeres (overleden 2010)
- 1925 - Francesco Colasuonno, Italiaans kardinaal (overleden 2003)
- 1925 - Larry Harmon, Amerikaans entertainer (overleden 2008)
- 1925 - Jan Uitham, Nederlands schaatser (overleden 2019)
- 1926 - Jaap Oversteegen, Nederlands hoogleraar moderne letterkunde (overleden 1999)
- 1927 - Joeri Grigorovitsj, Russisch choreograaf en balletdanser (overleden 2025)
- 1928 - Daisaku Ikeda, Japans filosoof, auteur en activist (overleden 2023)
- 1930 - Julius La Rosa, Amerikaans zanger (overleden 2016)
- 1930 - Johan Stollz, Belgisch zanger, pianist en componist (overleden 2018)
- 1931 - Toshiki Kaifu, Japans politicus; premier 1989-1991 (overleden 2022)
- 1932 - Lajos Kalános, Hongaars-Nederlands cameraman (overleden 2013)
- 1932 - Jean Little, Canadees kinderboekenschrijfster (overleden 2020)
- 1933 - Isao Suzuki, Japans jazzcontrabassist (overleden 2022)
- 1936 - Eric Berger, Nederlands burgemeester (overleden 2022)
- 1936 - Jan Kleinpenning, Nederlands sociaal-geograaf
- 1936 - Roger Miller, Amerikaans zanger (overleden 1992)
- 1936 - Colin Seeley, Brits motorcoureur en motorfietsontwerper (overleden 2020)
- 1937 - Martin Lauer, Duits atleet en schlagerzanger (overleden 2019)
- 1937 - Imerio Massignan, Italiaans wielrenner (overleden 2024)
- 1937 - Martin Ros, Nederlands uitgever en boekrecensent (overleden 2020)
- 1938 - Robert Smithson, Amerikaans kunstenaar (overleden 1973)
- 1939 - Nina Kuscsik, Amerikaans atlete (overleden 2025)
- 1940 - Wálter Machado da Silva (Silva Batuta), Braziliaans voetballer (overleden 2020)
- 1940 - Vic Bonke, Nederlands wetenschapper en politicus (overleden 2022)
- 1940 - Patrick Lebon, Belgisch film- en televisieregisseur (overleden 2021)
- 1940 - S.R. Srinivasa Varadhan, Indiaas-Amerikaans wiskundige
- 1941 - Willy Senders, Nederlands voetballer (overleden 2001)
- 1942 - Ina van Berckelaer-Onnes, Nederlands pedagoog
- 1942 - Jevgeni Roedakov, Sovjet-voetbaldoelman (overleden 2011)
- 1943 - Jan van Heukelum, Nederlands politicus (overleden 2024)
- 1943 - Barış Manço, Turks rockzanger, songwriter en televisieproducent (overleden 1999)
- 1943 - Jesús Manzaneque, Spaans wielrenner
- 1944 - Willy Dobbe, Nederlands presentatrice
- 1944 - Péter Eötvös, Hongaars componist en dirigent (overleden 2024)
- 1944 - George Hungerford, Canadees roeier
- 1944 - Norodom Ranariddh, Cambodjaans politicus (overleden 2021)
- 1945 - Slobodan Praljak, een Kroatisch militair en oorlogsmisdadiger (overleden 2017)
- 1945 - Masaki Suzuki, Japans langebaanschaatser
- 1946 - Camille Dieu, Belgisch politica
- 1947 - Eva Köhler, Duits politica
- 1947 - Eiji Kusuhara, Japans-Brits acteur en stemacteur (overleden 2010)
- 1948 - Leo Duyndam, Nederlands wielrenner (overleden 1990)
- 1948 - Penney de Jager, Nederlands danseres
- 1948 - Givi Nodia, Sovjet-Georgisch voetballer (overleden 2005)
- 1948 - William Tai (Malik), Belgisch striptekenaar (overleden 2020)
- 1949 - Leijn Loevesijn, Nederlands wielrenner
- 1949 - Iris Marion Young, Amerikaans feministe (overleden 2006)
- 1950 - Leo van der Goot, Nederlands diskjockey
- 1951 - Waldir Peres, Braziliaans voetbaldoelman en trainer (overleden 2017)
- 1951 - Sadık Yemni, Turks schrijver en vertaler
- 1952 - Franz Hetzenauer, Oostenrijks ondernemer
- 1952 - Ng Man-Tat, Hongkongs acteur (overleden 2021)
- 1953 - Willy De Greef, Belgisch acteur, regisseur en scenarist
- 1953 - Daniel Hershkowitz, Israëlisch wiskundige, rabbijn en politicus
- 1953 - Jacques Tichelaar, Nederlands politicus
- 1954 - Pavle Jurina, Kroatisch handballer (overleden 2011)
- 1954 - Milovan Rajevac, Servisch voetballer en voetbaltrainer
- 1955 - Agathonas Iakovidis, Grieks zanger (overleden 2020)
- 1956 - John Bedford Lloyd, Amerikaans acteur
- 1956 - Jos de Mul, Nederlands hoogleraar filosofie
- 1956 - Pauline van de Ven, Nederlands schrijfster en beeldend kunstenares
- 1957 - Beppe Gabbiani, Italiaans autocoureur
- 1957 - Paul Meeus, Belgisch politicus
- 1957 - Joanna Pacula, Pools actrice
- 1959 - Dirk Bikkembergs, Belgisch modeontwerper
- 1960 - Naoki Urasawa, Japans mangaka
- 1961 - Gabrielle Carteris, Amerikaans actrice
- 1961 - IJsbrand Chardon, Nederlands menner van vierspannen
- 1961 - Neil Dudgeon, Brits acteur
- 1961 - Todd Haynes, Amerikaans filmregisseur, scenarioschrijver en filmproducent
- 1961 - Hitoshi Saito, Japans judoka (overleden 2015)
- 1961 - Acácio da Silva, Portugees wielrenner
- 1962 - Jorge Aguirre, Argentijns judoka
- 1962 - Mo Hayder, Brits schrijfster (overleden 2021)
- 1963 - Bianca Bonelli, Nederlands zangeres
- 1964 - David Lavaux, Belgisch politicus
- 1965 - Fahrettin Koca, Turks politicus en arts
- 1966 - Kate Hodge, Amerikaans actrice en filmproducente
- 1966 - Philippe Robrecht, Belgisch zanger
- 1966 - Yuri Shulga, Oekraïens langebaanschaatser
- 1967 - Peter de Backer, Belgisch biljarter
- 1967 - Basile Boli, Frans voetballer
- 1967 - Tia Carrere, Amerikaans actrice en model
- 1967 - Jón Gnarr, IJslands acteur en politicus
- 1968 - Cuba Gooding jr., Amerikaans acteur
- 1968 - Anky van Grunsven, Nederlands dressuuramazone
- 1968 - Evan Parke, Jamaicaans-Amerikaans acteur
- 1969 - Robby Gordon, Amerikaans autocoureur
- 1969 - Elena Gorolová, Tsjechisch mensenrechtenactivist
- 1969 - Tommy Morrison, Amerikaans bokser (overleden 2013)
- 1969 - Francisque Teyssier, Frans wielrenner
- 1969 - Christy Turlington, Amerikaans model
- 1970 - Wia Buze, Nederlands zangeres
- 1970 - Sanda Ladoși, Roemeens zangeres
- 1970 - Marleen van der Loo, Nederlands zangeres, danseres en actrice
- 1970 - Eric Whitacre, Amerikaans componist, muziekpedagoog en dirigent
- 1971 - Taye Diggs, Amerikaans acteur
- 1971 - Renée Elise Goldsberry, Amerikaans actrice, zangeres en songwriter
- 1971 - Slobodan Komljenović, Joegoslavisch-Servisch voetballer
- 1971 - Nyk de Vries, Nederlands schrijver en dichter
- 1972 - Greg Bennett, Australisch triatleet
- 1972 - Arif Erdem, Turks voetballer
- 1972 - Egil Østenstad, Noors voetballer
- 1972 - Luis Pérez Companc, Argentijns autocoureur en rallyrijder
- 1972 - James Iroha Uchechukwu, Nigeriaans fotograaf
- 1973 - Svetlana Boebnenkova, Russisch wielrenster
- 1973 - Ján Šipeky, Slowaaks wielrenner
- 1974 - Petter Andersen, Noors schaatser
- 1974 - Look J. Boden, Nederlands tekstschrijver, dichter en uitgever
- 1974 - Tomáš Řepka Tsjechisch voetballer
- 1975 - Chris Cheney, Australisch gitarist en zanger
- 1975 - Dax Shepard, Amerikaans acteur
- 1975 - Oleksandr Sjovkovskyj, Oekraïens voetbaldoelman
- 1975 - Robert Westerholt, Nederlands gitarist
- 1976 - Hrysopiyi Devetzi, Grieks atlete
- 1976 - Danilo Di Luca, Italiaans wielrenner
- 1976 - Paz Vega, Spaans actrice
- 1977 - Timothy Beck, Nederlands atleet en bobsleeër
- 1977 - Stefan Koubek, Oostenrijks tennisser
- 1978 - Froylán Ledezma, Costa Ricaans voetballer
- 1978 - Evgeniy Levchenko, Oekraïens voetballer
- 1979 - Rudy Jansen, Nederlands voetballer
- 1980 - David Gyasi, Brits acteur
- 1980 - Melvin Holwijn, Nederlands voetballer
- 1980 - Jérôme Pineau, Frans wielrenner
- 1980 - Jeroen van Wetten, Nederlands voetballer
- 1981 - Maxi Rodríguez, Argentijns voetballer
- 1981 - Flower Tucci, Amerikaans pornoactrice
- 1982 - Dustin Clare, Australisch acteur
- 1982 - Nynke Faber, Nederlands actrice
- 1982 - Hassan Mourhit, Marokkaans/Belgisch atleet
- 1982 - Athanasía Tsoumeléka, Grieks atlete
- 1983 - Kate Bosworth, Amerikaans actrice
- 1983 - Takaharu Nakajima, Japans langebaanschaatser
- 1984 - Frank van Mosselveld, Nederlands voetballer
- 1984 - Valerio Zeno, Nederlands presentator
- 1985 - Ivan Dodig, Kroatische tennisser
- 1985 - Andreas Ekberg, Zweeds voetbalscheidsrechter
- 1985 - Konrad Niedźwiedzki, Pools langebaanschaatser
- 1986 - Nathan Cohen, Nieuw-Zeelands roeier
- 1986 - Michael Jakobsen, Deens voetballer
- 1986 - Kevin Janssens, Belgisch voetballer
- 1986 - Per Karlsson, Zweeds voetballer
- 1986 - Maria Kirkova, Bulgaars alpineskiester
- 1986 - Trombone Shorty, Amerikaans trombone- en trompetspeler
- 1987 - Vitaly Anikeyenko, Oekraïens ijshockeyer (overleden 2011)
- 1987 - Nađa Higl, Servisch zwemster
- 1987 - Loïc Rémy, Frans-Martinikaans voetballer
- 1988 - Julian Baumgartlinger, Oostenrijks voetballer
- 1998 - Ruth Bosibori, Keniaans atlete
- 1998 - Pablo Chavarría, Argentijns voetballer
- 1988 - Tess Milne, Nederlands televisiepresentatrice
- 1988 - Yusuke Suzuki, Japans atleet
- 1988 - Eric Willett, Amerikaans snowboarder
- 1989 - Olivia Bertrand, Frans alpineskiester
- 1989 - Bianca Knight, Amerikaans atlete
- 1989 - Okilani Tinilau, Tuvaluaans atleet en voetballer
- 1990 - Karel Abraham, Tsjechisch motorcoureur
- 1990 - Ibtissam Bouharat, Belgisch-Marokkaans voetbalster
- 1990 - Bernadette Schild, Oostenrijks alpineskiester
- 1991 - Rheda Djellal, Belgisch-Algerijns voetballer
- 1991 - Ben Hardy, Brits acteur
- 1991 - Sergei Petrov, Russisch voetballer
- 1991 - Davide Santon, Italiaans voetballer
- 1991 - Michelle Williams, Canadees zwemster
- 1992 - Viktor Claesson, Zweeds voetballer
- 1992 - Abbie Eaton, Brits autocoureur
- 1992 - Paulo Gazzaniga, Argentijns voetballer
- 1992 - Ömer Ali Şahiner, Turks voetballer
- 1993 - Rebekka Haase, Duits atlete
- 1993 - Daniel Huber, Oostenrijks schansspringer
- 1994 - Nils Allègre, Frans alpineskiër
- 1994 - Alice Aprot, Keniaans atlete
- 1994 - Dalian Maatsen, Nederlands-Surinaams voetballer
- 1994 - Adam Masina, Marokkaans-Italiaans voetballer
- 1994 - Gonzalo Melero, Spaans voetballer
- 1995 - Giorgi Aboerdzjania, Georgisch voetballer
- 1995 - Dario Tanda, Nederlands-Italiaans voetballer
- 1996 - Opoku Ampomah, Ghanees voetballer
- 1996 - Cihat Çelik, Nederlands-Turks voetballer
- 1996 - Lucien Koch, Zwitsers snowboarder
- 1996 - Jules Lapierre, Frans langlaufer
- 1996 - Ferdinand Omurwa, Keniaans atleet
- 1996 - Yu Xiaoyu, Chinees kunstschaatsster
- 1997 - Gijs Blom, Nederlands acteur
- 1997 - Léo Le Blé Jaques, Frans snowboarder
- 1997 - Carlos Soler, Spaans voetballer
- 1998 - Chidera Ejuke, Nigeriaans voetballer
- 1998 - Timothy Fosu-Mensah, Nederlands voetballer
- 1998 - Manu García, Spaans voetballer
- 1998 - Ayhancan Güven, Turks autocoureur
- 1999 - Aaron Wiggins, Amerikaans basketballer
- 2001 - Mohamed Rashid, Nederlands influencer
- 2001 - Wakaba Higuchi, Japans kunstschaatsster
- 2001 - Siebe Vandermeulen, Belgisch voetballer
- 2002 - Chiara Hahn, Duits voetbalster
- 2002 - Anouk Koevermans, Nederlands tennisster
- 2002 - Nerea Martí, Spaans autocoureur
- 2002 - Jonathan Mulder, Nederlands voetballer
- 2002 - Donny Warmerdam, Nederlands voetballer
- 2003 - Stefan Nillessen, Nederlands atleet
- 2003 - Elye Wahi, Frans-Ivoriaans voetballer
- 2005 - Kiki Heshof, Nederlands voetbalster
- 2005 - Femke Liefting, Nederlands voetbalster

## Overleden

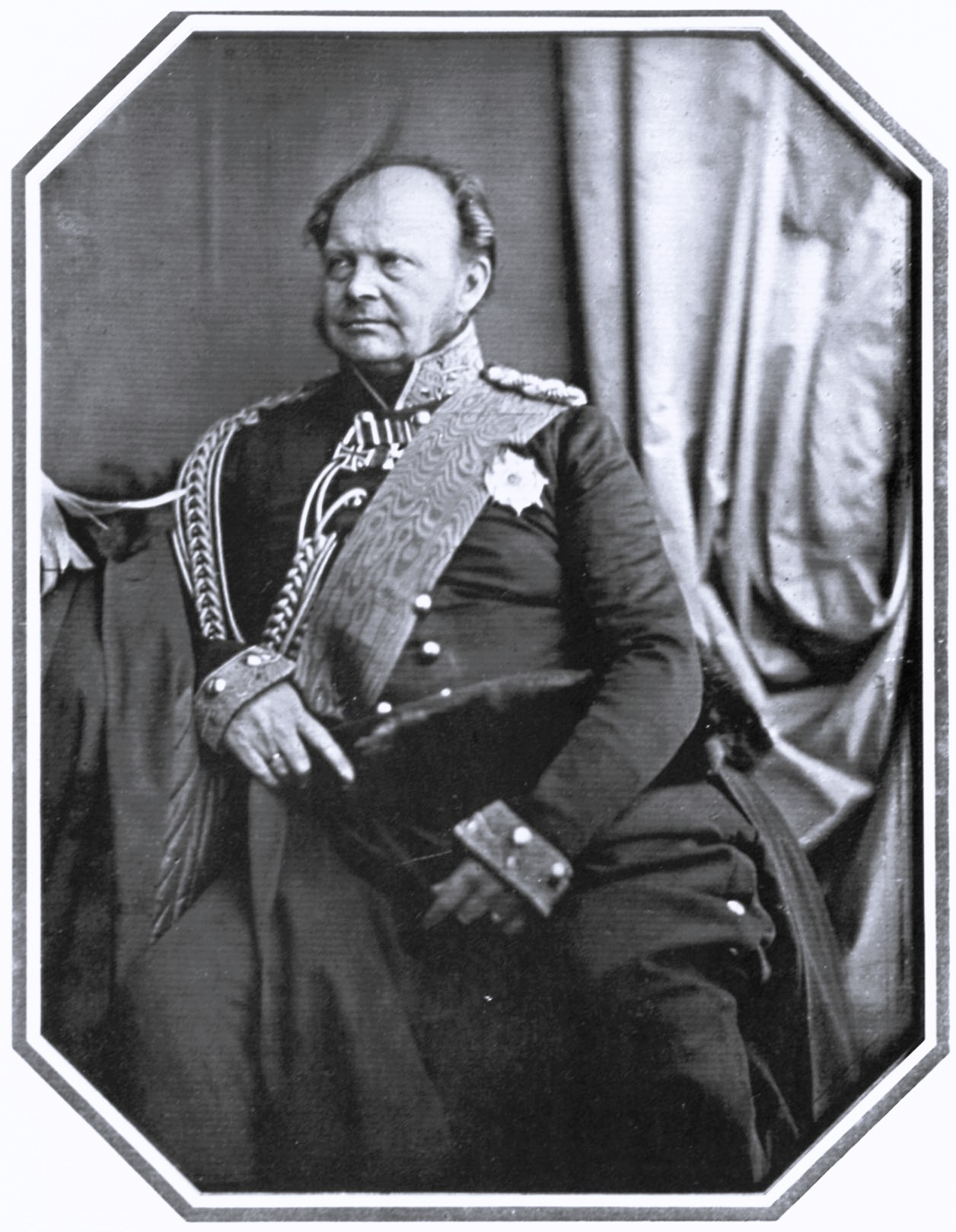
Frederik Willem IV van Pruisen
overleden in 1861

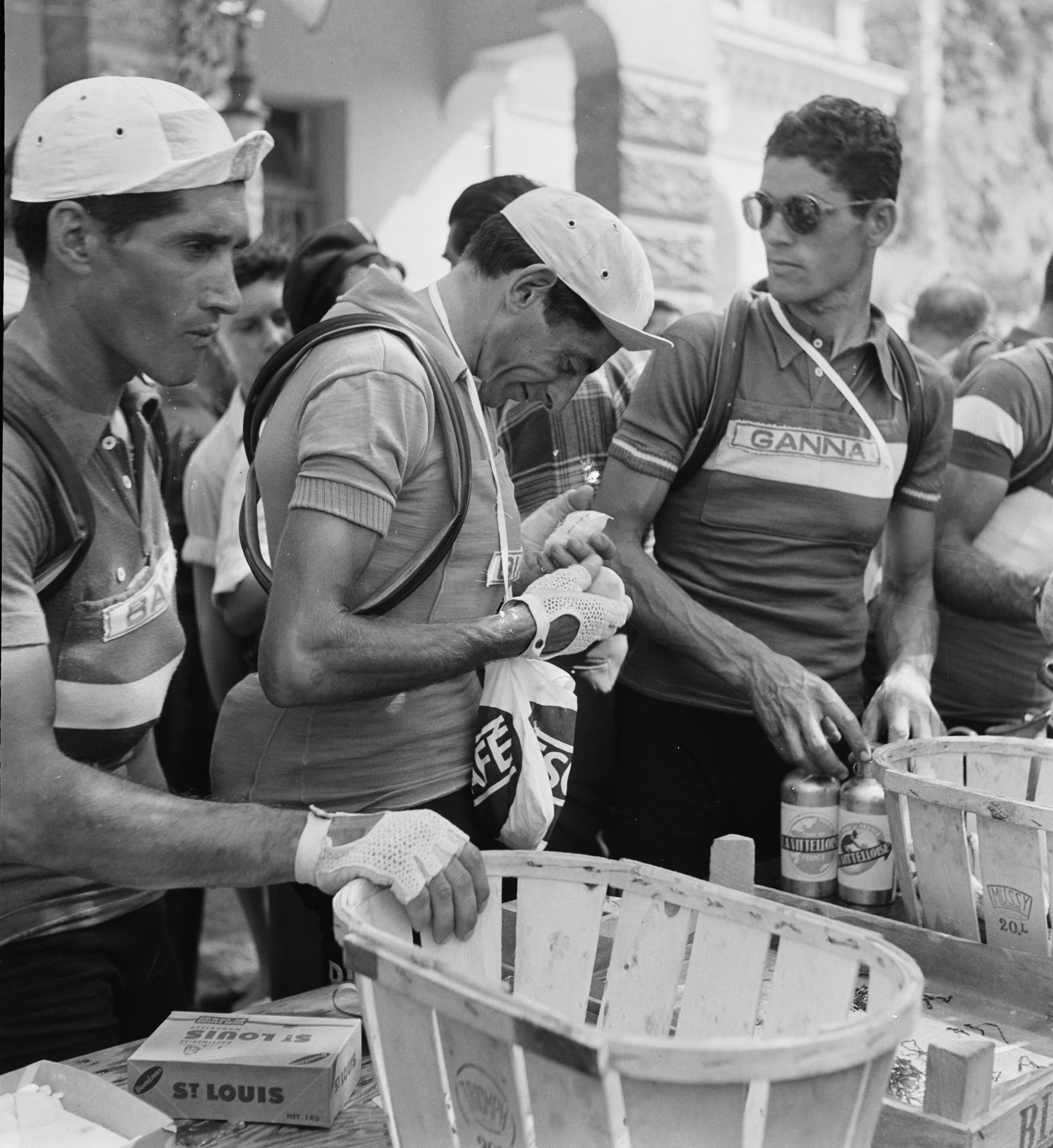
Fausto Coppi
overleden in 1960

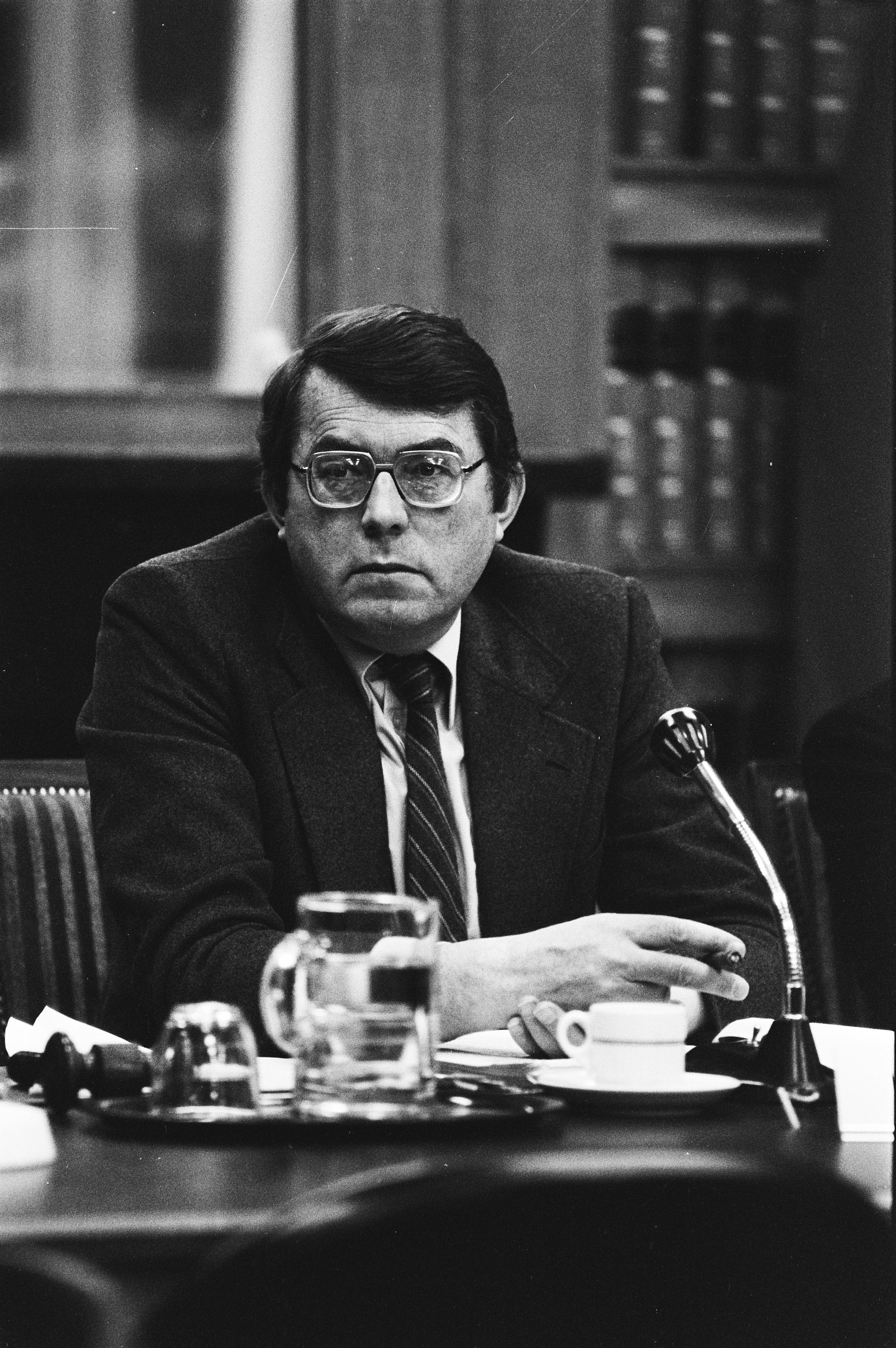
Arend Voortman
overleden in 2012

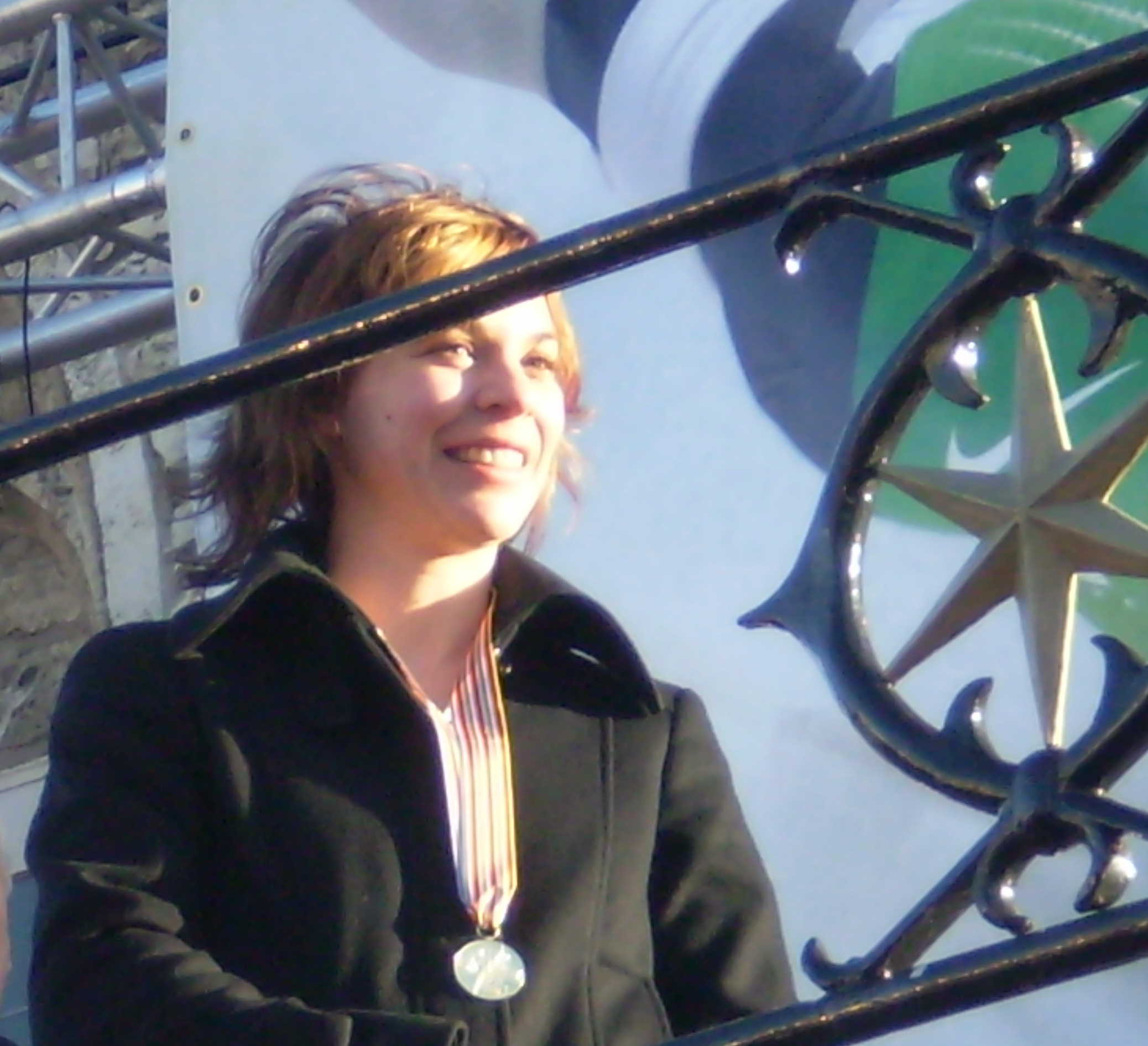
Paulien van Deutekom
overleden in 2019

- 1331 - Zweder I van Montfoort, burggraaf van Montfoort
- 1557 - Jacopo da Pontormo (62), Florentijns kunstschilder
- 1726 - Domenico Zipoli (37), Italiaans componist
- 1823 - Johann Baptist Allgaier (59), Duits schaakgrootmeester
- 1861 - Frederik Willem IV van Pruisen (65), koning van Pruisen
- 1892 - George Biddell Airy (90), Brits astronoom en wiskundige
- 1904 - James Longstreet (82), Amerikaans militair
- 1913 - Léon Teisserenc de Bort (57), Frans meteoroloog
- 1915 - Karl Goldmark (84), Oostenrijks componist en violist
- 1917 - Edward Burnett Tylor (84), Engels antropoloog
- 1917 - Léon Flameng (39), Frans wielrenner
- 1918 - Sybe Kornelis Bakker (42), christen-socialist en hervormd predikant
- 1920 - Paul Adam (57), Frans romanschrijver
- 1921 - Franz von Defregger (85), Oostenrijks kunstschilder
- 1940 - Albert Richter (27), Duits baanwielrenner
- 1940 - Birger Wasenius (38), Fins langebaanschaatser
- 1943 - Franz Courtens (88), Belgisch kunstschilder
- 1948 - Hans Ruckstuhl (79), Zwitsers politicus
- 1950 - Emil Jannings (64), Duits toneel- en filmspeler
- 1950 - Adriaan Moen (70), Nederlands architect
- 1950 - Jacob Pesman (61), Nederlands militair
- 1951 - Alphons Boosten (57), Nederlands architect
- 1954 - Johan Marie Louwerse (66), Nederlands ingenieur
- 1954 - Dziga Vertov (58), Russisch filmmaker
- 1957 - Gustave Fiévet (64), Belgisch politicus
- 1957 - Hassan Hassanein (40), Egyptisch golfspeler
- 1958 - Remy C. van de Kerckhove (36), Belgisch voetballer en dichter
- 1960 - Chris van Abkoude of Charles Winters (79), Nederlands schrijver, journalist en artiest
- 1960 - Frederick Bodmer (65), Zwitsers taalkundige en filoloog
- 1960 - Fausto Coppi (40), Italiaans wielrenner
- 1960 - Norbert Goormaghtigh (69), Belgisch professor
- 1960 - Cees Laseur (60), Nederlands acteur en regisseur
- 1963 - Jack Carson (52), Amerikaans acteur
- 1963 - Dick Powell (58), Amerikaans acteur, filmregisseur, zanger, producer
- 1964 - Hendrikus Cornelis Marie van Beers (73), Nederlands architect
- 1965 - Frans Bakker (45), Nederlands predikant
- 1966 - Hetty Broedelet-Henkes (88), Nederlands schilderes
- 1966 - Edwin Swatek (80), Amerikaans waterpoloër
- 1967 - Ramón Zabalo (56), Spaans voetballer
- 1968 - Sanoesi Pane (62), Indonesisch schrijver en dichter
- 1968 - Earl Swope (44), Amerikaans trombonist
- 1969 - Jacques van der Meij (81), Nederlands kunstenaar
- 1971 - Elisabeth Francisca Nieuwenhuis (88), Nederlands kunstschilder
- 1971 - Leo Schalckens (68), Belgisch politicus
- 1972 - Lillian Moller Gilbreth (93), Amerikaans psycholoog
- 1973 - Charles De Visscher (88), Belgisch jurist
- 1974 - Fernand de Montigny (88), Belgisch hockeyer en schermer
- 1974 - Tex Ritter (68), Amerikaans country-zanger en acteur
- 1977 - René Belin (78), Frans politicus en vakbondsman
- 1977 - Erroll Garner (53), Amerikaans jazzpianist en componist
- 1978 - Cyril King (56), gouverneur van de Amerikaanse Maagdeneilanden
- 1981 - Toon Ramselaar (81), Nederlands theoloog en geestelijke
- 1982 - Johan Barendregt (57), Nederlands psycholoog en schaker
- 1982 - Victor Fontan (89), Frans wielrenner
- 1983 - Arie Dirk Bestebreurtje (66), Nederlands militair
- 1984 - Jevgeni Krinov (77), Russisch astronoom en geoloog
- 1985 - Hendrik Borginon (94), Belgisch politicus en advocaat
- 1985 - Gabriel Elorde (49), Filipijns bokser
- 1985 - Hermien IJzerman (82), Nederlands schrijfster en illustratrice
- 1985 - François Henri van Kinschot (85), Nederlands burgemeester
- 1986 - Una Merkel (82), Amerikaans actrice
- 1987 - Jean de Gribaldy (64), Frans wielrenner en ploegleider
- 1987 - Frederik van Heek (79), Nederlands socioloog
- 1988 - Leo van Heugten (57), Nederlands burgemeester
- 1989 - Cees Sipkes (93), Nederlands tuinarchitect
- 1990 - Belcampo (pseudoniem voor Herman Schönfeld Wichers) (87), Nederlands schrijver
- 1990 - Alan Hale jr. (68), Amerikaans acteur
- 1991 - Renato Rascel (89), Italiaans zanger en acteur
- 1992 - Hette Abma (74), Nederlands predikant en politicus
- 1993 - Andries Hartsuiker (89), Nederlands componist en kunstschilder
- 1993 - Vladimir Makogonov (88), Russisch schaker
- 1994 - Pierre-Paul Schweitzer (81), Frans ambtenaar en voorzitter van het Internationaal Monetair Fonds
- 1995 - Siad Barre (75), Somalisch politicus
- 1995 - Guschi Hargus (85), Duits atlete
- 1995 - Harry de Keijser (94), Nederlands atleet
- 1995 - Nancy Kelly (74), Amerikaans actrice
- 1996 - Helmut Salden (85), Nederlands ontwerper en grafisch vormgever
- 1997 - Joan Coromines i Vigneaux (91), Catalaans taalkundige en lexicograaf
- 1997 - Gerard van Essen (72), Nederlands komiek en acteur
- 1997 - André Tilquin (73), Belgisch politicus
- 1998 - Haxhi Lleshi (84), Albanees politicus
- 1999 - Sebastian Haffner (91), Duits journalist en historicus
- 2000 - Nat Adderley (68), Amerikaans jazzmusicus
- 2000 - Maria de las Mercedes van Bourbon (89), Spaans lid van het Huis Bourbon-Sicilië
- 2000 - Patrick O'Brian (85), Brits schrijver
- 2000 - Gerard Peijnenburg (80), Nederlands politicus
- 2000 - Ullin Place (75), Brits filosoof en psycholoog
- 2001 - Reinier Braams (77), Nederlands politicus
- 2001 - William P. Rogers (87), Amerikaans politicus
- 2001 - Pierre van Soest (77), Nederlands beeldend kunstenaar
- 2002 - Karel Herman Beyen (78), Nederlands politicus
- 2002 - Rui Campos (Rui) (79), Braziliaans voetballer
- 2003 - Leroy Warriner (83), Amerikaans autocoureur
- 2004 - Maria Clara Lobregat (82), Filipijns politicus
- 2005 - Arnold Denker (90), Amerikaans schaakgrootmeester
- 2005 - Antoine Puttaert (85), Belgisch voetballer
- 2005 - Henk Talsma (83), Nederlands politicus en jurist
- 2006 - Bart Bosman (63), Nederlands bioloog
- 2006 - Henk de Looper (93), Nederlands hockeyer
- 2006 - Cecilia Muñoz-Palma (92), Filipijns rechter
- 2006 - Reid Poole (86), Amerikaans componist
- 2006 - Francis Steinmetz (91), Nederlands militair
- 2006 - Lidia Wysocka (89), Pools actrice
- 2007 - Teddy Kollek (95), Israëlisch politicus
- 2007 - Paek Nam Sun (77), Noord-Koreaans politicus
- 2007 - James D. Ployhar (80), Amerikaans componist
- 2007 - Dan Shaver (56), Amerikaans autocoureur
- 2008 - George MacDonald Fraser (82), Brits schrijver
- 2008 - Alfredo Montelibano jr. (73), Filipijns politicus
- 2008 - Robert C. Schnitzer (101), Amerikaans acteur en producer
- 2008 - Tinus Tels (81), Nederlands schei- en natuurkundige
- 2008 - Galyani Vadhana (84), Thais prinses
- 2009 - Inger Christensen (73), Deens dichter
- 2009 - Steven Gilborn (72), Amerikaans acteur
- 2009 - Ryuzo Hiraki (77), Japans voetballer
- 2009 - Maria de Jesus (115), Portugees oudste mens
- 2009 - Raschid ibn Ahmad al-Mu'alla (78), emir van Umm al-Qaiwain
- 2011 - Jan van Beek (85), Nederlands journalist
- 2011 - Anne Francis (80), Amerikaans actrice
- 2011 - Door de Graaf (90), Brits-Nederlands verzetsstrijdster en vertaalster
- 2011 - Martha van Heuven (74), Nederlands zangeres
- 2011 - Hans Kalt (86), Zwitsers roeier en Olympisch medaillewinnaar
- 2011 - Hanna Kraan (64), Nederlands kinderboekenschrijfster
- 2011 - Émile Masson jr. (95), Belgisch wielrenner
- 2011 - Pete Postlethwaite (64), Brits acteur
- 2011 - Richard Winters (92), Amerikaans militair
- 2011 - Thierry van Zuylen van Nyevelt van de Haar (78), Nederlands kasteelheer
- 2012 - Ioan Drăgan (46), Roemeens voetballer
- 2012 - Yoshiro Hayashi (89), Japans golfer
- 2012 - Hans van den Hombergh (88), Nederlands dirigent
- 2012 - Govert Nooteboom (81), Nederlands politicus
- 2012 - Arend Voortman (81), Nederlands politicus
- 2013 - Zaharira Harifai (83), Israëlisch actrice
- 2013 - Ladislao Mazurkiewicz (67), Uruguayaans voetbaldoelman
- 2013 - Rudolf Szanwald (81), Oostenrijks voetbaldoelman
- 2014 - Jeanne Brabants (93), Belgisch danseres, choreografe en danspedagoge
- 2014 - Norbert Van Broekhoven (67), Belgisch ondernemer en bestuurder
- 2014 - Elizabeth Jane Howard (90), Brits schrijfster
- 2015 - Little Jimmy Dickens (94), Amerikaans zanger
- 2015 - Anas al-Liby (50), Libisch terrorist
- 2015 - Derek Minter (82), Brits motorcoureur
- 2016 - Mieke Andela-Baur (92), Nederlands politica
- 2016 - Michel Delpech (69), Frans zanger
- 2016 - Nimr al-Nimr (56), Saoedisch sjiitisch leider
- 2017 - John Berger (90), Brits schrijver, kunstenaar en essayist
- 2017 - Debby Moore (91), Amerikaans jazzzangeres
- 2017 - André Szász (84), Nederlands hoogleraar en centraal bankier
- 2017 - Jean Vuarnet (83), Frans alpineskiër
- 2018 - Gène Gerards (77), Nederlands voetballer en voetbaltrainer
- 2018 - Rick Hall (85), Amerikaans muziekproducent
- 2018 - Michael Pfeiffer (92), Duits voetballer en voetbaltrainer
- 2019 - Paulien van Deutekom (37), Nederlands schaatsster
- 2019 - Bob Einstein (76), Amerikaans acteur
- 2019 - Henk Hendriksen (83), Nederlands burgemeester
- 2019 - Gene Okerlund (76), Amerikaans sportjournalist en presentator
- 2020 - John Baldessari (88), Amerikaans kunstenaar
- 2020 - Tom Mulder (72), Nederlands radiopresentator
- 2021 - Cléber Eduardo Arado (47), Braziliaans voetballer
- 2021 - Brian Urquhart (101), Brits militair en diplomaat
- 2022 - Gianni Celati (84), Italiaans schrijver en vertaler
- 2022 - Eric Walter Elst (85), Belgisch astronoom
- 2022 - Richard Leakey (77), Keniaans natuurbeschermer, politicus en paleoantroloog
- 2022 - Jens Jørgen Hansen (83), Deens voetballer
- 2023 - Ken Block (55), Amerikaans rallyrijder en ondernemer
- 2023 - Suzy McKee Charnas (83), Amerikaans sciencefiction- en fantasyschrijfster
- 2023 - Kingsize Taylor (83), Brits rockmuzikant
- 2023 - Abderrahim Tounsi (86), Marokkaans komiek
- 2024 - Willem Kind (76), Nederlands beeldhouwer
- 2024 - Brian Lumley (86), Brits fantasy- en horrorschrijver
- 2024 - Bert Mewe (77), Nederlands burgemeester
- 2024 - Daniel Revenu (81), Frans schermer
- 2025 - Brian Berry (90), Brits-Amerikaans sociaal geograaf
- 2025 - Pieter Hofstra (78), Nederlands politicus
- 2025 - Ágnes Keleti (103), Hongaars turnster
- 2025 - Werner Leimgruber (90), Zwitsers voetballer
- 2025 - Italo de Lorenzo (85), Italiaans atleet en ondernemer
- 2025 - Ferdi Tayfur (79), Turks zanger, componist, acteur, auteur, regisseur en muziekproducer
- 2025 - John Wijngaards (89), Nederlands auteur en theoloog

## Viering/herdenking
- Rooms-katholieke kalender:

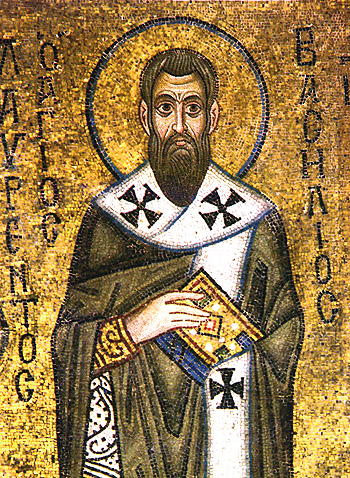
H. Basilius van Caesarea

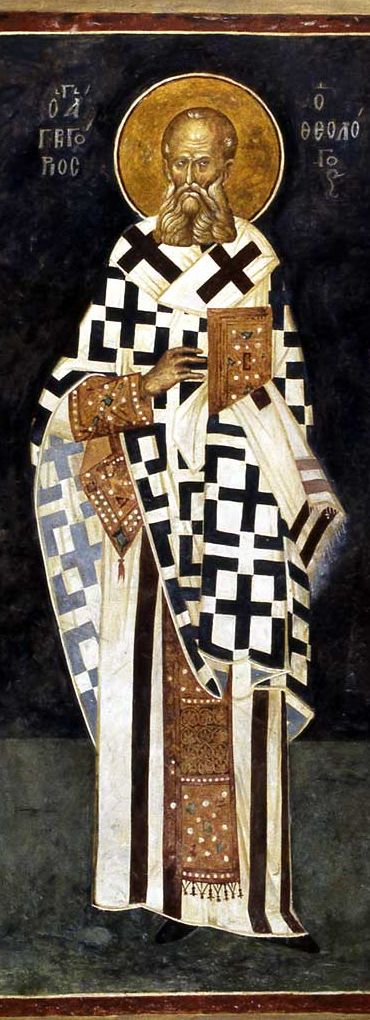
H. Gregorius van Nazianze

  - Heiligen Basilius de Grote († 379) en Gregorius van Nazianze († 389), bisschoppen en kerkleraren - Gedachtenis
  - Heilige Adalardus (van Corbie) († 826/7) - Gedachtenis (in Bisdom Gent)
  - Heilige Macarius van Alexandrië († c. 394/401)
  - Heilige Serafim van Sarov († 1833)
  - Zalige Stephana Quinzani († 1530)
  - Herdenking van de Eerbw. Karel Schilling († 1907)

## Weerextremen

### Nederland
| | Officiële records | Officiële records | Officiële records |      | Landelijke records | Landelijke records | Landelijke records |
| Gebeurtenis | Jaar              | Extreem           | Locatie           | Jaar | Extreem            | Locatie            |                    |
| --- | ----------------- | ----------------- | ----------------- | ---- | ------------------ | ------------------ | ------------------ |
| Laagste etmaalgemiddelde temperatuur (°C) | 1997              | −12,6             | De Bilt           |      | 1997               | −14,9              | Twenthe            |
| Hoogste etmaalgemiddelde temperatuur (°C) | 2022              | 11,7              | De Bilt           |      | 2022               | 12,2               | Westdorpe          |
| Laagste minimumtemperatuur (°C) | 1979              | −16,7             | De Bilt           |      | 1997               | −20,3              | Twenthe            |
| Hoogste minimumtemperatuur (°C) | 2022              | 10,2              | De Bilt           |      | 2022               | 10,8               | Eindhoven          |
| Laagste maximumtemperatuur (°C) | 1997              | −8,1              | De Bilt           |      | 1997               | −11,6              | Eelde              |
| Hoogste maximumtemperatuur (°C) | 1988              | 13,4              | De Bilt           |      | 2022               | 14,5               | Westdorpe          |
| Hoogste uurgemiddelde windsnelheid (m/s) | 1930              | 19,0              | De Bilt           |      | 1976               | 29,8               | Vlissingen         |
| Hoogste windstoot (m/s) | 1959              | 31,4              | De Bilt           |      | 1976               | 38,1               | Vlissingen         |
| Langste zonneschijnduur (uur) | 1993              | 6,9               | De Bilt           |      | 1941               | 7,1                | Vlissingen         |
| Langste neerslagduur (uur) | 1981              | 15,5              | De Bilt           |      | 1981               | 19,9               | Twenthe            |
| Hoogste etmaalsom van de neerslag (mm) | 2024              | 24,0              | De Bilt           |      | 1991               | 36,7               | Deelen             |
| Laagste etmaalgemiddelde relatieve vochtigheid (%) | 1906              | 61                | De Bilt           |      | 1908               | 46                 | Maastricht         |
| Laagste uurwaarde luchtdruk op zeeniveau (hPa) | 1943              | 977,0             | De Bilt           |      | 2024               | 972,6              | Vlieland           |
| Hoogste uurwaarde luchtdruk op zeeniveau (hPa) | 1905              | 1044,2            | De Bilt           |      | 1905               | 1044,2             | De Bilt            |
| Officiële records worden altijd gemeten op het KNMI-weerstation in De Bilt. Landelijke records kunnen worden gemeten op elk officieel KNMI-weerstation in Nederland. |                   |                   |                   |      |                    |                    |                    |

Uitzonderlijke gebeurtenissen
- 1904 - Officieel laagste minimumtemperatuur in °C van het jaar gemeten in De Bilt: −6,4
- 1905 - Officieel laagste minimumtemperatuur in °C van het jaar gemeten in De Bilt: −12,3
- 1905 - Officieel laagste maximumtemperatuur in °C van het jaar gemeten in De Bilt: −4,9
- 1974 - Officieel laagste minimumtemperatuur in °C van het jaar gemeten in De Bilt: −5,8
- 1997 - Officieel laagste minimumtemperatuur in °C van het jaar gemeten in De Bilt: −16,0
- 2024 - Landelijk hoogste etmaalgemiddelde temperatuur in °C van het jaar gemeten in Westdorpe: 11,7 (voorlopig). Samen met 9 februari
- 2024 - Officieel hoogste etmaalgemiddelde temperatuur in °C van januari dit jaar gemeten in De Bilt: 10,5 (voorlopig)
- 2024 - Landelijk hoogste etmaalgemiddelde temperatuur in °C van januari dit jaar gemeten in  Westdorpe: 11,7 (voorlopig)
- 2024 - Landelijk hoogste minimumtemperatuur in °C van januari dit jaar gemeten in Vlissingen: 8,4 (voorlopig). Samen met 3 en 4 januari
- 2024 - Officieel hoogste uurgemiddelde windsnelheid in m/s van het jaar gemeten in De Bilt: 12,0 (voorlopig)
- 2024 - Landelijk hoogste uurgemiddelde windsnelheid in m/s van het jaar gemeten in Vlieland en IJmuiden: 24,0 (voorlopig). Samen met 3 januari
- 2024 - Officieel hoogste uurgemiddelde windsnelheid in m/s van januari dit jaar gemeten in De Bilt: 12,0 (voorlopig)
- 2024 - Landelijk hoogste uurgemiddelde windsnelheid in m/s van januari dit jaar gemeten in Vlieland en IJmuiden: 24,0 (voorlopig). Samen met 3 januari
- 2024 - Landelijk hoogste windstoot in m/s van het jaar gemeten in IJmond: 35,0 (voorlopig)
- 2024 - Officieel hoogste windstoot in m/s van januari dit jaar gemeten in De Bilt: 22,0 (voorlopig). Samen met 22 en 24 januari
- 2024 - Landelijk hoogste windstoot in m/s van januari dit jaar gemeten in IJmond: 35,0 (voorlopig)
- 2024 - Officieel langste neerslagduur in uren van januari dit jaar gemeten in De Bilt: 14,9 (voorlopig)
- 2024 - Landelijk langste neerslagduur in uren van januari dit jaar gemeten in Leeuwarden: 17,5 (voorlopig)
- 2024 - Officieel hoogste etmaalsom van de neerslag in mm van het jaar gemeten in De Bilt: 24,0 (voorlopig)
- 2024 - Officieel hoogste etmaalsom van de neerslag in mm van januari dit jaar gemeten in De Bilt: 24,0 (voorlopig)
- 2024 - Landelijk hoogste etmaalsom van de neerslag in mm van januari dit jaar gemeten in De Kooy: 31,3 (voorlopig)
- 2024 - Officieel laagste uurwaarde luchtdruk op zeeniveau in hPa van januari dit jaar gemeten in De Bilt: 981,0 (voorlopig)
- 2024 - Landelijk laagste uurwaarde luchtdruk op zeeniveau in hPa van januari dit jaar gemeten in Vlieland: 972,6 (voorlopig)

### België
Dagrecords
- 1997 - Laagste etmaalgemiddelde temperatuur −10,8 °C
- 2003 - Hoogste etmaalgemiddelde temperatuur 10,9 °C
- 1997 - Laagste minimumtemperatuur −14,1 °C
- 2003 - Hoogste maximumtemperatuur 13,2 °C
- 2024 - Hoogste etmaalsom van de neerslag 24,7 mm[10]

Uitzonderlijke gebeurtenissen
- 1976 - Zware storm met windstoten tot 150 km/h in Oostende. Storm en hoogtij veroorzaken dijkbreuken in de streek van Ruisbroek (Puurs) met overstromingen in de provincie Antwerpen.
- 1997 - Minimumtemperatuur tot −21,4 °C in Elsenborn (Bütgenbach).

<< · 1 · 2 · 3 · 4 · 5 · 6 · 7 · 8 · 9 · 10 · 11 · 12 · 13 · 14 · 15 · 16 · 17 · 18 · 19 · 20 · 21 · 22 · 23 · 24 · 25 · 26 · 27 · 28 · 29 · 30 · 31 · >>